# Звонимир Вучковић
Звонимир Звонко Вучковић (Бијељина, 6. јул 1916 — Охај, 21. децембар 2004) био је југословенски официр хрватског порекла, поручник у Краљевој гарди Југословенске војске и командант Првог равногорског корпуса Југословенске војске у Отаџбини за време Другог светског рата. Године 1942. проглашен је за војводу таковског, а био је један од водећих личности покрета генерала Драгољуба Драже Михаиловића. Јуна 1944. године, послат је као Михаиловићев делегат са аеродрома у Прањанима у Италију, са задатку да издејствује савезничку помоћ четницима, у чему није успео. Послe рата је остао у емиграцији и био активан у емигрантским друштвима, а био је члан Српске књижевне задруге и Друштва српско-јеврејског пријатељства.

## Биографија
Рођен је средином Првог светског рата у Бијељини, која се налазила у сасатаву Аустроугарске. Потицао је из хрватске породице, од оца Петра Пркића и мајке Анке. Отац му је био родом из Вареша, а мајка Далматинка из Макарске. Они су се из пасивних крајева доселили у плодну Семберија. У браку који је трајао пет година имали су двоје деце — сина Звонимира и ћерку Мирјану. Петар је отворио књижару од које је живела цела породица, али је 1920. умро од туберкулозе, којој у то време није било лека. Мајка Анка је у својој двадесет и четвртој години остала удовица са двоје деце и много крупних дугова који су се гомилали, како због Петровог боловања, као и због књижаре коју је он отворио у Бијељини.
Крајем 1921. Звонкова мајка Анка се упознала са потпуковником Александром Вучковићем, родом из Врања, који је у књижари свакодневно куповао новине. Од љубави на први поглед за непуних годину дана стигли су пред олтар. Године 1923. Вучковић је добио премештај у Котор, где се са њим преселила и Анка и њено двоје деце. У Котору су живели пуне четири године и ту је Звонко завршио основну школу и ту му родила полусестра Јелисавета.
Очух му је 1927. добио нову прекоманду у Билећи, са задатком да учествује у формирању нове подофицирску школу. Током три године боравка у Билећи, овде му је од запаљења мозга умрла млађа сестра. Мајка Анка, која је била у поодмаклој трудноћи, тешко је поднела ту вест али је крајем 1927. донела на свет сина Мицка. Године 1930. Александар Вучковић је премештен у Загреб.
Са навршених петнаест година Звонко је 1. октобра 1931. примљен у Београду у Војну академију са 61. класом која је бројала три стотине питомаца из свих делова Југославије. Након пет година октобра 1936. завршио је са још 251 питомцем 61. класу Ниже школе Војне академије и произведен у чин потпоручника. Усвојена му је молба да служи у Загребу, где су му живели родитељи. Распоређен је у 30. артиљеријски пук „Краљевић Томислав”, који се састојао од четири батерије од којих је свака имала четири пољска топа. У мирно доба пук је бројао око шесто војника и триста коња. Звонко је био одређен за водника четврте батерије и главна дужност му је била да учи регруте како да гађају из топова и како да јашу коње у запрези.
После шест година запостављања, због тога што се противио шестојануарској диктатури, Звонков очух је положио испит и произведен у чин пешадијског бригадног генерала и премештен у Вараждин. Звонко је у исто време премештен на дужност у Војногеографски институт у Београду. Ту је у следећих шест месеци, у тврђави на Калемегдану, завршио топографски курс са групом од тридесет млађих официра. После курса био је упућен на практичне радове, прво на северну, а онда на западну границу, где је југословенска војска правила одбрамбена утврђена. У зору 5. септембра 1939. умро му је очух Александар у војној болници у Петроварадину.
Септембра 1939, у исто време када му је умро очух, Хитлер и Стаљин напали су Пољску и тиме изазвали Други светски рат. Звонко је одмах после погреба, поднео молбу за премештај у Београд и брзо добио одобрење на новоодређену дужност у коњички дивизион артиљеријског пука Краљеве гарде, где био нераздвојан са својим класним друговима са Војне академије Момчилом Смиљанићем и Савом Конвалинком.

### Тројни пакт и бекство у Грчку
Када је 9. марта 1941. Момчило сазнао, од свог брата Милоја Смиљанића, који је био помоћник министра иностраних дела Александра Цинцар-Марковића, да Краљевина Југославија намерава да приступи Тројном пакту и да нема друге алтернативе. Класни другови, официри Краљеве гарде Момчило, Сава и Звонко, као противници проосовинске политике, испланирали су бекство у Краљевину Грчку са жељом да се пријаве у грчку војску као добровољци и боре против фашистичке Италије.
Поручник Вучковић је са своја два друга је илегално прешао југословенско-грчку границу 15. марта 1941. године. После преласка границе, кренули су у правцу грчке карауле, након чега су грчки стражари обавестили своје претпостављене о доласку југословенских официра. Касније је стигао грчки обавештајни официр капетан Куцагарис који их је спровео у Штаб Друге армије у Солуну, где су остали четири дана, после чега су се упутили у Атину у грчку Врховну команду, где су одмах по доласку поднели молбу за пријем у добровољце.
Дана 25. марта 1941. Југославија је приступила Тројном пакту. Међутим, после два дана, група југословенских официра, иза којих је стајала енглеска обавештајна служба, извела је војни пуч, збацила Владу и довела малолетног краља Петра II на власт. Због новонастале ситуације, Вучковић је са своја два друга напустио Атину и кренуо назад за Београд.

### Априлски рат
Дана 6. априла 1941. Хитлер је напао Југославију и Грчку. У Београд су стигли после бомбардовања и на лицу места затекли ужас разрушеног града. Вучковић се придружио својој јединици у јужном Банату, чији је ратни распоред био петнаестак километара удаљен од Панчева, око села Војловица. Банатска кампања трајала је три дана, после чега су добили наређење да се повуку на десну обалу Дунава.
Први пут су осмотрили непријатељску моторизовану колону на друму испред Лазаревца, али пре него што су напунили топове из Штаба је дошло наређење да не отварају паљбу, већ да се из тактичких разлога повуку према манастиру Боговађи. Дана 16. априла, стигло им је ново обавештење из Штаба да је са непријатељем закључено примирје.

### Равна гора
Поручник Вучковић успео је да избегне заробљавање и увратио се у Београд, где је 23. јуна 1941. од свог класног друга Владимира Николића сазнао да преко илегалне Команде Београда има везу са Михаиловићевим штабом. Николић је обавестио Звонка, да је покрет отпора почео да се организује почетком маја 1941. негде на простору између Рудника и Сувобора. Група официра, подофицира и војника Југословенске војске, међу којима је генералштабни пуковник Драгољуб Михаиловић био је најстарији по чину, одбила да призна капитулацију и пребацила се са планина источне Босне, преко Дрине у западну Србију, са намером да продужи отпор. Вучковић је затражио од Николића да му да одмах везу са Михаиловићем како би кренуо у шуму да се бори против окупатора. После примљених инструкција Вучковић је тајним каналима стигао на Равну гору 27. јуна 1941. и ставио се на располагање пуковнику Михаиловићу.
Почетком септембра 1941. Михаиловић је издао наређење поручнику Вучковићу да у Таковском срезу образује један самосталан одред, након чега је он са десет бораца утишао у правцу Такова. За шеснаест дана успешно је извршио регрутовање добровољаца у селима Брајићи, Теочин, Брезна, Прањани, Брусница, Грабовица, Луњевици, Јабланица итд. По успешно обављеном послу, Таковски војно-четнички одред од око 150 бораца приказао је Михаиловићу у селу Брајићи.

### Устанак
Договор о нападу на Немце у Горњем Милановцу постигнут је на састанку између четника и партизана у селу Луњевици. Вучковић је на састанку са партизанима, постављен за команданта ове четничко-партизанске акције против Немаца, а партизански вођа, учитељ Милан Ракић за његовог заменика. За почетак напада на Горњи Милановац одређен је 28. септембра 1941. у три сата ујутру. Звонков Таковски четнички одред успешно је ликвидирао немачко стражарско упориште у кафани на ивици вароши и том приликом су заробили дванаест Немаца. Партизанска главнина није имала среће, Немци из школе приметили су партизане како се брисаним простором привлаче према утврђеној школи и засули су их ватром и приковали за земљу. Четници су им притекли у помоћ отварајући паљбу на Немце. После извесног времена, поручник Вучковић је понудио опкољеним Немцима да се предају, што су они и прихватили. Том приликом заробљено је око стотинак Немаца, који су касније спроведени на Равну гору.
Таковски четнички одред под командом Вучковића учествовао је у борбама за ослобођење Чачка 30. септембра и 1. октобра 1941. године. Одред је пред сам напад на Чачак бројао око 200 бораца и поседовао десет пушкомитраљеза заробљених од Немаца. Напад на Немце у Чачку наредио је пуковник Михаиловић, 29. септембра 1941. одредивши за команданта операције капетана Јована Дерока. Тог дана Дероко је са Равне горе сишао у тек ослобођен Горњи Милановац, а затим је заједно са поручником Вучковићем и његовим одредом продужио према Чачку. Дероко и Вучковић присуствовали су на састанку официра у селу Прељина ујутру 30. септембра 1941. на коме је направљен план напада на Немце у Чачку. Таковски четнички одред је током 30. септембра 1941. учествовао са осталим четничким одредима у борбама против Немаца са циљем затварања свих прилаза граду, а предвече су опколили Чачак. Око 21 час четници су кренули у свеопшти напад на град. Око два часа прегазили су Западну Мораву и ударили Немце са чела. Око седам часова ујутру 1. октобра 1941. ослобођен је Чачак, а Немци. који су претходно пробили четнички обруч, отпочели су повлачење према Краљеву. Поручник Вучковић са својим одредом наставио је да напада Немце, који су одступали под борбом, а Током три немачка авиона су бомбардовале и митраљирале четнике који су их гонили до Краљева.
Качерски одред, којим је командовао мајор Миодраг Палошевић и Таковски одред добили су 3. октобра 1941. наређење од пуковника Михаиловића да из Груже и са Рудникa спречавају немачке покушаје да се из Крагујевца и Тополе пробију на ослобођену територију. Делови Вучковићевог Таковског четничког одреда, Мајданска чета под командом наредника Славка Цветића напала је Немце у Страгарима у ноћи између 3. и 4. октобра 1941. и током краће борбе натерала целу посаду од око 50 Немаца на предају. Поручник Вучковић је у рану зору 4. октобра извршио преглед заробљених Немаца и наредио нареднику Цветићу да их спроведе на Равну гору. Таковски одред је за кратко време заробио две комплетне немачке посадне чете, једну у Горњем Милановцу, а другу у Страгарима. Због ова два случаја, Врховни заповедник немачких окупационих снага у Србији генерал Франц Беме издао је наредбу својим јединицама у којој забрањује вођење преговора са устаницима и предају истим. Ова наредба је значила да немачки војници у Србији треба да се боре до последњег метка.
Поручник Вучковић је свој Таковски одред распоредио испред варошице Рудник и затворио пут којим би Немци из правца Тополе могли да покушају пробој у ослобођени део Шумадије. Немачки батаљон, ојачан паром борних кола, кренуо је из Тополе са циљем ослобођења немачких војника заробљених у Страгарима. Немачка колона приближила се положајима Таковског одреда испред Рудника поподне 4. октобра 1941. године. Вучковић је наредио плотунску ватру по непријатељу, после чега се развила борба. Немци су се брзо прибрали и отпочели артиљеријски напад, који је био без успеха јер су гранате пребацивале четничке положаје. Током ноћи су и четници и Немци остали на својим положајима. Око пет часова ујутру, Немци су кренули у нов напад и приморали четнике на повлачење у Рудник. Четници заштићени зидинама кућа са ивице вароши су дејствовали по немачкој пешадији која је наступила брисаним простором и претрпела знатне губитке. Немци, поново застају и употребљавају артиљерију, чије хаубице бомбардују Рудник. Немачка колона која је кренула из Крагујевца пробила се у Горњи Милановац и наступила према варошици Рудник, терајући испред себе групу цивила као таоце. Таковски одред, који се нашао између две непријатељске колоне, одлучио се на повлачење. Вучковић у немачку позадину шаље три тројке под командом каплара Будимира Обрадовића, које у ноћи између 5. и 6. октобра успевају да са завежљајима бомби униште гусенице на два немачка борбена оклопна возила испред варошице Рудник. Немци су опљачкали и спалили Горњи Милановац и Рудник. Обе немачке колоне напустиле су Рудник у зору 6. октобра, остављајући два оштећена оклопна возила, а четници су поново заузели Горњи Милановац и Рудник. Ова оклопна возила су четници оправили и користили у нападу на Немце у Краљеву.
Немачка колона ојачана тенковима и артиљеријом кренула је из Крагујевца у рану зору 14. октобра 1941. терајући групу цивила испред себе као живи штит. Четници су примили борбу већ код села Драча, када је погинуо поручник Благоје Стојанчевић. Немци су наставили са напредовањем, али су четници поново примили борбу код села Баре, када су успели да униште део немачке батерије. Нови напад Немаца отпочео је у рану зору 15. октобра 1941. када су Гледићки и Гружански четнички одред примили борбу у пределу Малог Врха и села Видићи. Тада је погинуо командант Гледићког четничког одреда поручник Миша Мојсиловић.
Као тежиште одбране Горњег Милановца, мајор Палошевић је изабрао доминирајућу косу звану „Рапај Брдо”, са које се десетак километара источно од Горњег Милановца контролише прилаз граду. На Рапај Брду се Таковски четнички одред, под командом Вучковића, укопао у плитке ровове, очекујући наступ немачке колоне из правца Крагујевца. По инструкцијама капетана Јоже Певеца из Врховне команде, Вучковић је наредио да се авионске бомбе заплењене у Чачку поставе у плитке јаме на сред пута испод Рапај Брда. Један крај жице четници су везали за упаљач бомбе, а други крај држао је скривен војник двадесет метара даље. Када су немачки тенкови наишли на минирани део пута, каплар Раде Живановић из Таковског одреда повукао је жицу и том приликом уништио два тенка, али је на том задатку погинуо.
Таковски одред примио је борбу, која се затим развила са обе стране друма на Рапај Брду. Таковски одред је кренуо у јуриш и натерао немачко десно крило да одступи. Немци су кренули у противнапад, после чега су четници претрпели знатне губитке и били приморани на повлачење тучени артиљеријом и дејством јаке митраљеске ватре. Таковски одред је поставио одбрану према Равној гори, а Гледићки и Гружански одред су наставили са нападима на дугу немачку колону. На два километра од Горњег Милановца у селу Неваде, два су се немачка тенка заглавила у блату чије су их посаде напустиле пред четничким јуришом. Четници су и ова два тенка оспособили и упутили на фронт у Краљеву. Немци су ушли у Горњи Милановац, опљачкали и поново спалили град. Немцима је било потребно два дана да из Крагујевца дођу у Горњи Милановац. У знак одмазде за губитке које су им четници нанели 14. и 15. октобра, за 10 погинулих и 26 рањених, Немци су стрељали велики број српских цивила.
Спорадични сукоби између четника и партизана нагло су учестали крајем октобра 1941. године. Када је новембра 1941. избио грађански рат између четника и партизана, Вучковић је разочаран развојем у покрету отпора напустио команду, али је 1. децембра преузео команду свог одреда. Током зиме 1941/42. у својој зони одговорности у таковском крају, старао се о безбедности Драгољуба Михаиловића, штитећи га од немачких потера, све до његовог одласка у Црну Гору.
Приликом реорганизације Југословенске војске у отаџбини, у јесен 1942. Звонимир Вучковић је унапређен у чин капетана и постављен за команданта Првог равногорског корпуса и одликован Карађорђевом звездом са мачевима. Тада је поред Такова и Драгачева добио још два среза под своју оперативну надлежност Пожешки и Трнавски. Као командант Првог равногорског корпуса имао је у лето 1944. кључну улогу у операцији Ваздушни мост, највећој акцији спашавања савезничких снага иза непријатељских линија у Другом светском рату у Европи.
Приликом одржавања Конгреса у селу Ба, јануара 1944. Михаиловић је организацију збора народних представника из цела земље поверио Вучковићу. Око две хиљаде војника из Качерског и Таковског среза су вршили непосредно осигурање конгреса на густо поседнутим башким бреговима. Августа 1944. послат у Бари да се придружи мисији Живка Топаловића са циљем да заступа четничку страну код западних Савезника. Њихова мисија је остала неуспешна јер Савезници нису желели да помогну четницима.

### Исељеништво
Након рата, пребацио се у Француску, а потом у Сједињене Државе Америке, где је радио инжењерске послове у металској индустрији. Између 1952. и 1956. био је члан уређивачког одбора листа Демократска мисао, на чијем је челу био Адам Прибићевић. Сарађивао је и у листовима Глас канадских Срба и Наша реч, Десимира Тошића. Од 1966. биран је за члана Главног одбора савеза Ослобођење, као и члана Друштва српско-јеврејског пријатељства.
Вучковићева прва књига Сећања из рата добила је, од стране Удружења српских писаца и уметника у Лондону, награду „Слободан Јовановић” као најбоља књига објављена у 1977. години. Године 1980. објавио је другу књигу Од отпора до грађанског рата. У новембру 2000. постао је члан Српске књижевне задруге.
Преминуо је на дан када је Скупштина Србије усвојила Закон о изједначавању права припадника партизанског и равногорског покрета 21. децембра 2004. године. Његова заоставштина поклоњена је Народном музеју у Чачку.
Његова супруга Анка била је ћерка дипломате Милоја Смиљанића, рођеног брата његовог школског друга Момчила Смиљанића и партизанског проте Милана Смиљанића са Златибора.

## Одликовања
- Орден Карађорђеве звезде са мачевима IV реда (1943)[5]